# Château d'Asparn
Le château d’Asparn est une institution de la commune d’Asparn an der Zaya, dans le Weinviertel, en Basse-Autriche. Il abrite depuis 1970 le Musée régional de la Préhistoire, et également depuis 2014 le Musée de l'Antiquité et de l’archéologie médiévale : c'est pourquoi il est désormais appelé „MAMUZ Schloss Asparn“.

## Histoire
Le château d’Asparn se dresse à l’écart, au Nord-ouest du bourg ; avec les ateliers des frères convers, l'église et le couvent des Minorites, il forme ainsi le faubourg de Stättl.
Hademar von Sonnberg fit édifier cette forteresse dans la seconde moitié du XIIIe siècle, à l'emplacement d'un donjon qui, selon les chroniques, était debout en 1121. Les barons de Sonnberg demeurèrent les maîtres de ce château jusqu'en 1348, puis ce furent les seigneurs de Tursen von Rauheneck-Asparn et, à partir de 1397, les princes de la Maison de Walsee, qui firent construire le château en 1421. Les deux tours d'angle massives, dont l'une comporte deux oriels, datent de cette époque. En 1443, Asparn passa au comte Ulrich von Eyczing (de) puis en 1463 à l’empereur Frédéric III. La seigneurie d’Asparn passa aux mains de différentes familles tout au long du XVIe siècle, dont celle des Gall von Loosdorf (de).
En 1610, le comte Seyfried Christoph von Breuner (de) racheta la propriété d'Eigen et fit du château sa résidence. On lui doit aussi les deux effigies en grès face au portail. Les Suédois dévastèrent le château en 1645, et les travaux de réparation de 1651 ont donné au monument sa physionomie actuelle. En 1820, l'aile Nord fut abattue car elle menaçait de s'écrouler. À l'extinction de la lignée mâle des comtes de Breuner (de), le château échut en 1894 à l'épouse du duc silésien de Ratibor et prince de Corvey Victor-Amédée II. Le domaine d'Asparn, ainsi que le château de Grafenegg (de) et le château de Neuaigen (de), passèrent ainsi à la Maison de Ratibor, branche cousine de la Maison de Hohenlohe-Schillingsfürst, qui obtint plus tard par adoption le nom de Metternich-Sandor. Enfin en 1945 l'armée d'occupation soviétique acheva de dégrader les décors intérieurs.
Le château, réaménagé à de nombreuses reprises depuis sa construction, ne présente son aspect actuel que depuis 1820. Il héberge depuis 1967 les collections préhistoriques du Land de Basse-Autriche. Depuis 2008, le musée dépend d'une holding, Niederösterreich Kulturwirtschaft GmbH (NÖKU). En 2010, la forclusion de la concession a poussé le Land de Basse-Autriche à racheter les terrains, entretenus par une filiale de la NÖKU, MAMUZ Museumszentrum Betriebs GmbH.
L'exposition régionale de Basse-Atriche de 2013, qui s'est partagée entre les villages de Poysdorf et d'Asparn, a donné l'occasion d'adapter le monument historique. Le dernier étage du château a pu ainsi être aménagé en salles d'expositions, et l'édifice doté d'équipements plus modernes (un ascenseur transparent à l'intérieur). Un restaurant a ouvert sur le site, la librairie du musée, la caisse et le parc archéologique ont été remis à neuf pour accueillir le stand „Brot & Wein“ de l'exposition.

## Musée MAMUZ de la Préhistoire

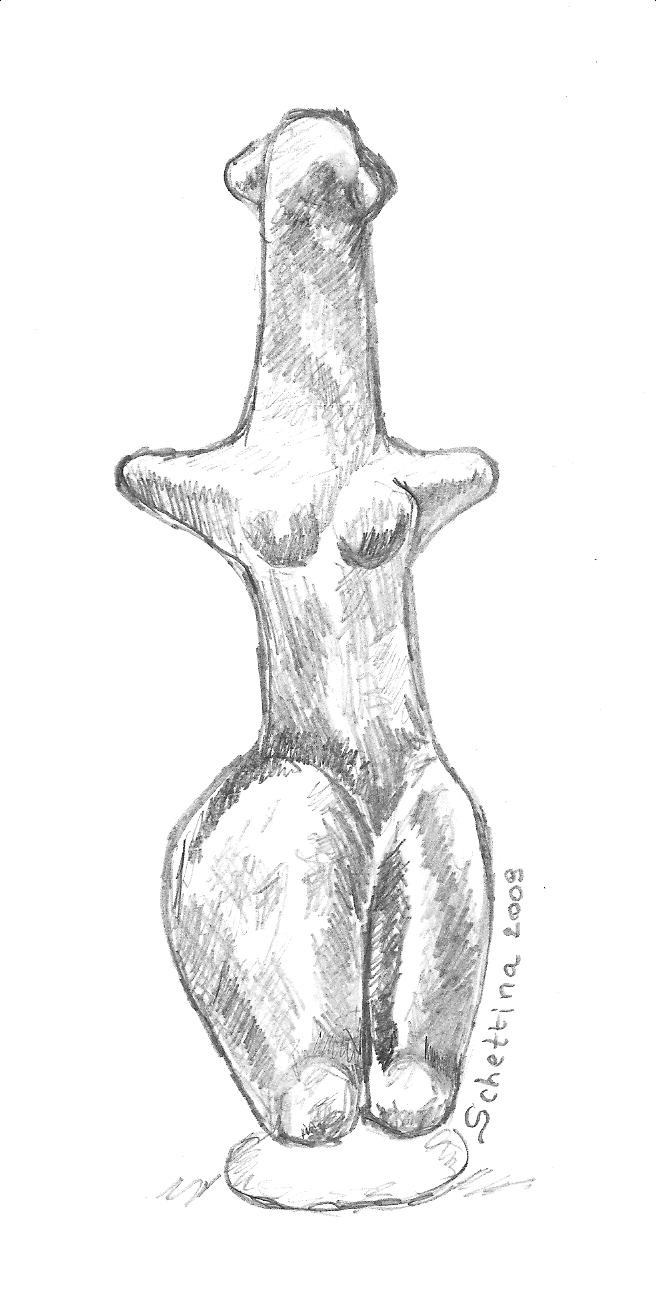
La Vénus de Langenzersdorf, une statuette de la culture de Lengyel (entre 4500 et 3900 av. J.-Chr.), est exposée à Asparn.

Le musée de la Préhistoire d’Asparn est le produit d’une tradition qui remonte à la fin des années 1960, alors que le château, fraîchement réhabilité, fut choisi pour abriter les collections archéologiques du Land de Basse-Autriche. La reconversion du château en musée s’est accompagnée de l'aménagement d’ateliers de restauration et de salles de recherche. Ce fut d’emblée un objectif que de restituer la forme des habitats préhistoriques pour le public. Depuis 1970, le château ne se limite plus à l’exposition de vestiges préhistoriques : on a reconstitué les formes d’habitation des différentes périodes sur un terrain attenant au château. Décennie après décennie, ce petit village est devenu l’une des principales attractions du musée.
Les salles consacrées à l’archéologique se sont sans cesse enrichies de nouvelles maquettes. La surface de ce département archéologique est de 19 000 m2 ; elle donne un aperçu sur 40 000 ans d'habitats humains en Europe. L’évolution de l'Humanité depuis le paléolithique jusqu'au Ier siècle de notre ère est décrite à la fois sous l’angle de l’économie de la construction et de l'ordonnance des intérieurs. Les habitats de l’Âge de la pierre, du bronze et du fer ont été reconstitués à l'échelle 1 d'après les vestiges archéologiques.
Dans le cadre des préparatifs de l’exposition Niederösterreichische Landesausstellung de 2013, non seulement le domaine du château a été réaménagé, mais le département d'archéologie du musée a été déménagé à son emplacement actuel. Afin de faciliter la compréhension de la chronologie humaine, les salles archéologiques ont en effet été aménagées en sortes de petits villages.
Depuis sa fondation, le musée de la Préhistoire d’Asparn joue un rôle pilote dans l’archéologie expérimentale. Depuis 1982, le département d’archéologie du musée de la Préhistoire est un centre de formation à l’archéologie expérimentale de l’Université de Vienne (Institut für Urgeschichte und Historische Archäologie). Le rôle moteur du musée en ce domaine attire chaque année des stagiaires de toute l'Europe à Asparn.

## Musées archéologique de Basse-Autriche
Avec le Complexe MAMUZ de Mistelbach, le château d'Asparn constitue le conservatoire régional de la préhistoire et de l'Antiquité du Land de Basse-Autriche. À l'occasion de la réfection des salles du musée pour la saison 2014, les collections du musées ont été présentées différemment. Les trois grands escaliers du château guident les visiteurs (en commençant par le dernier étage) dans l'ordre chronologique de l'histoire humaine selon trois grands thèmes : l’écomusée (RdC) – le travail des métaux (2e étage) – Sources écrites (1er étage).
Le clou du musée régional est le trésor de Wiener Neustadt : une salle lui est réservée. Peu de merveilles archéologiques ont autant captivé le public en Autriche ces dernières années que cet ensemble de bijoux du Moyen Âge. L'exposition s'efforce de communiquer aux visiteurs un aperçu de toutes les connaissances scientifiques que l'étude archéologique de ce trésor a amenées.
Afin de donner aux visiteurs une idée du travail quotidien des archéologues du musée, des ateliers ont été aménagés à leur intention dans l'aile ouest du rez-de-chaussée : ils peuvent s'y essayer à diverses techniques artisanales, assister à des séminaires spécialisés et des ateliers thématiques sur les cultes celtiques, hunniques ou paléolithiques.

## BIbliographie
- Otto Adamec: Über das Museum für Urgeschichte in Asparn/Zaya. In: Korneuburger Kulturnachrichten 3, 1970, S. 35–41.
- Gerhard Stenzel: Von Schloss zu Schloss in Österreich. Kremayr & Scheriau, Wien 1976,  (ISBN 3-218-00288-5), S. 164.
- Ernst Lauermann (Hrsg.): Schatz-Reich Asparn. Ur- und Frühgeschichte und Mittelalterarchäologie in Niederösterreich. Asparn/Zaya 2014.
- Ernst Lauermann, Matthias W. Pacher: Das archäologische Freigelände im Museum für Urgeschichte in Asparn/Zaya und seine Entwicklung. In: Archäologie Österreichs. 24/2, 2013, S. 2–21.

## Voir également
- (de) Cet article est partiellement ou en totalité issu de l’article de Wikipédia en allemand intitulé « Schloss Asparn » (voir la liste des auteurs).
- musée de la Préhistoire de Basse-Autriche